# みよし (企業)

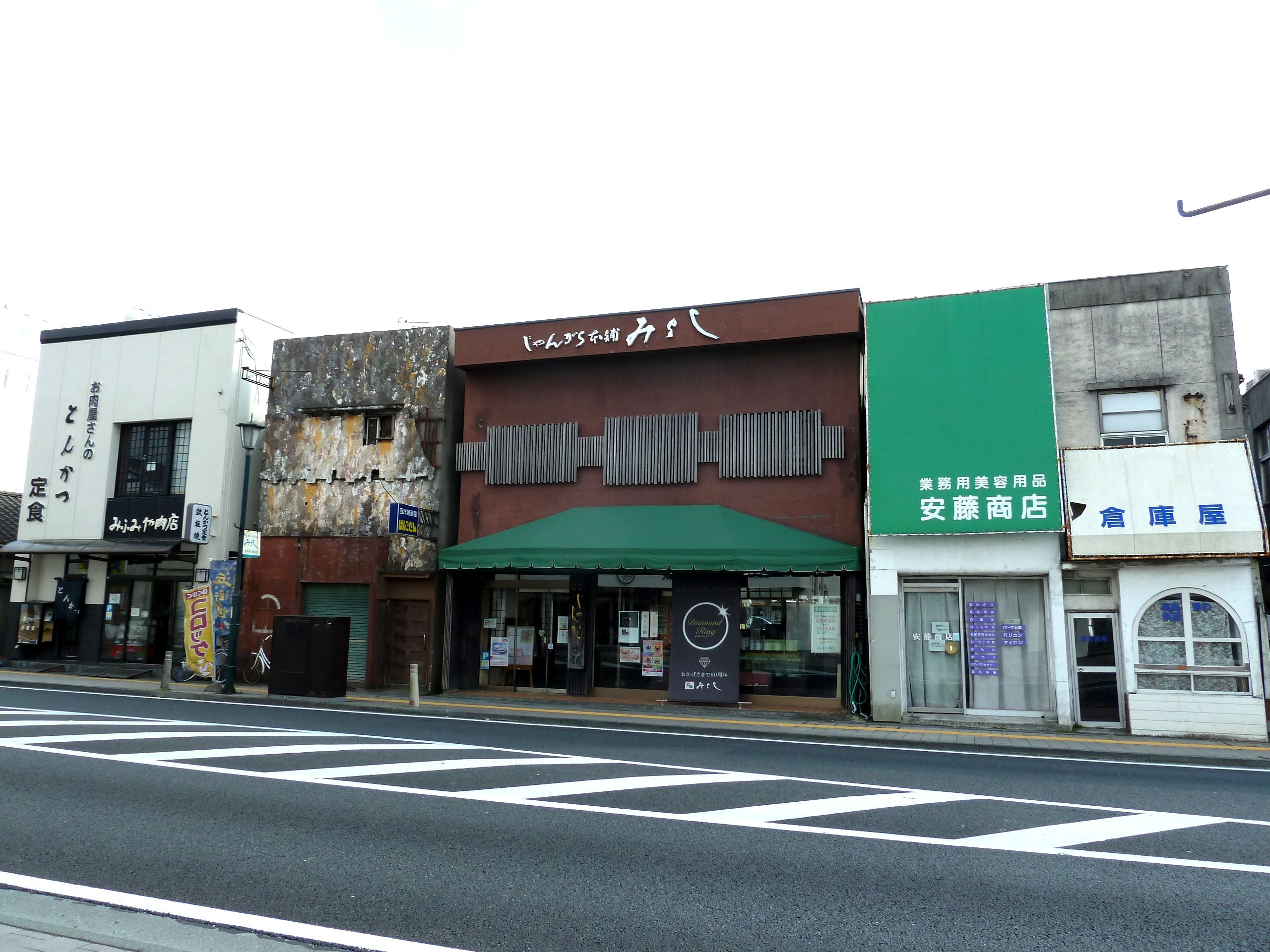
かつて存在した創業店であるみよし本店。現在は工場直売店に業務統合されている。

株式会社みよしは、福島県いわき市に本社を持つ菓子製造業者である。

## 概要
福島県浜通りを地盤とし、創業が1949年（昭和24年）3月で、いわき市内では最も有名な菓子製造業の一つである。和菓子から洋生菓子までラインアップは幅広い。本社工場は平谷川瀬にあり、直売店が併設されている。浜通りと茨城県に進出しており（テナントの形を取る場合は同地域に地盤を持つスーパー、マルトの店内の場合が多い）、常磐自動車道の福島県、茨城県内のSA、PA、磐越自動車道阿武隈高原サービスエリアや、JR常磐線特急スーパーひたちの車内販売などでも販売されている。

## 主な商品
- じゃんがら
無形民俗文化財、じゃんがら念仏踊りに用いられる太鼓をかたどった菓子で、創業以来のみよしの看板商品である。
- ロッサージュ
福島県花、ネモトシャクナゲがモチーフになっている。
- 六段最中
いわき市出身の琴奏者、八橋検校の曲、六段の調がモチーフになっている。